# Sean Henry

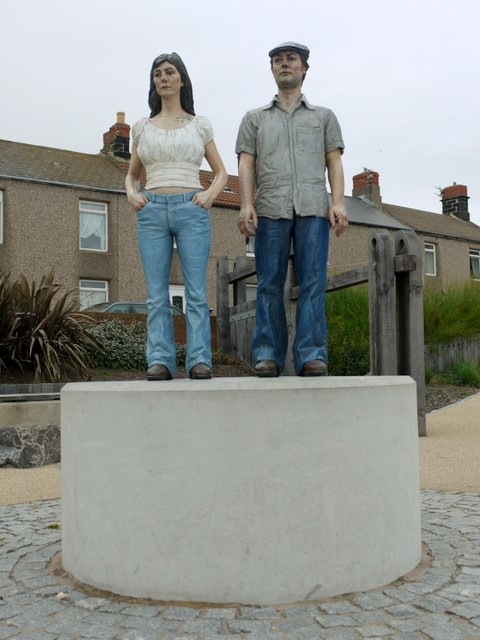
Land Couple in Newbiggin-by-the-Sea

Sean Henry (Woking, 1965) is een Engelse beeldhouwer.

## Leven en werk
Henry ontving zijn opleiding van 1984 tot 1987 aan de Art School of Bristol Polytechnic in Bristol. Hij had zijn eerste solo-expositie in 1988 en studeerde in 1991 nog aan de Universiteit van Californië in de Verenigde Staten.
Henry maakt zijn sculpturen in brons of keramiek, die hij met olieverf beschildert. Het zijn menselijke figuren of groepen mensen, die zich in alledaagse situaties bevinden. De creatie van enkele werken, onder andere Walking Woman, wordt ondersteund door de Cass Sculpture Foundation in Goodwood. In 1998 werd hem de Villiers David Prize verleend. Zijn werk wordt geëxposeerd in Europa, de Verenigde Staten en Australië.
De kunstenaar woont en werkt in Londen.

## Werken (selectie)
- Who Am I? (1987)
- Man with Alter Ego (1998)
- Walking Man (1998)
- Man with Potential Selves (2000)
- Trajan's Shadow (2001), Umedalens skulpturpark in Umeå (Zweden)
- Man on a Chair (2003)
- Catafalque (Lying Man) (2004)
- Lying Woman (2005)
- You're Not the Same (2005)[1]
- Great Western Man (2006)
- Couple en Land Couple (2007), Newbiggin-by-the-Sea
- Man Looking Up (2008)
- Walking Woman (2009)
- Man in Leather Jacket (2010)
- Standing Woman (2010)

## Fotogalerij

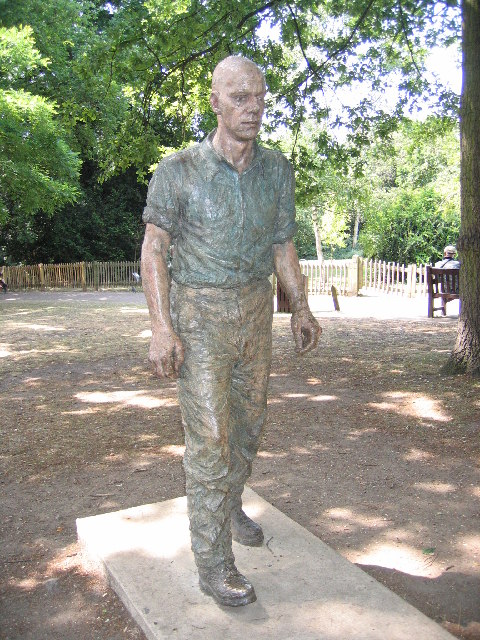
Walking Man, Holland Park in Londen
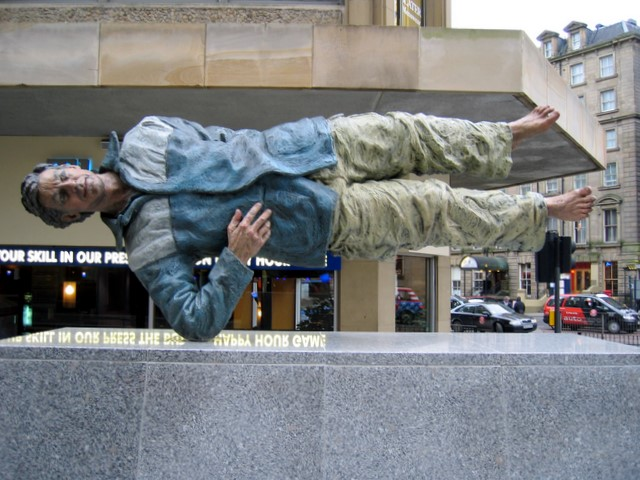
Man with Potential Selves, Newcastle upon Tyne
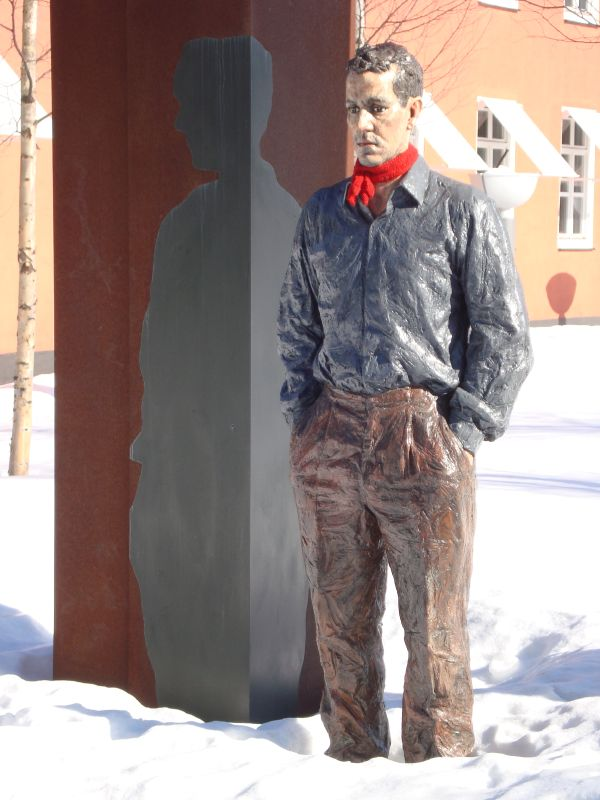
Trajan's Shadow (2001) in Umeå
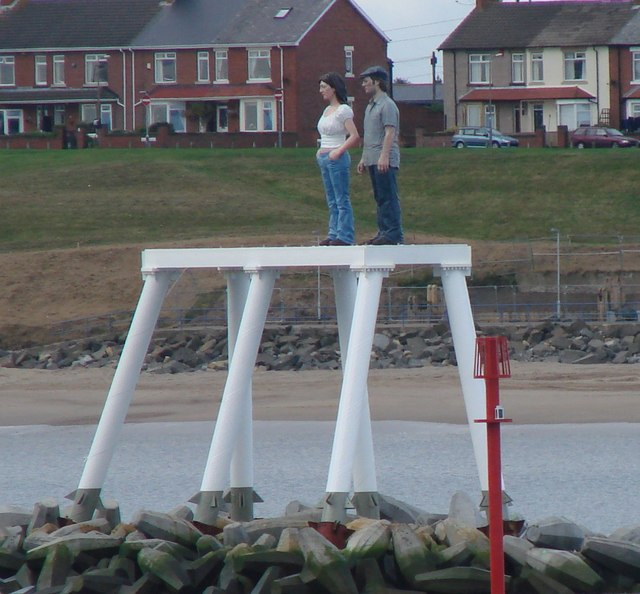
Couple (2007) in Newbiggin-by-the-Sea